# 小果博落回
小果博落回（学名：Macleaya microcarpa）为罂粟科博落回属下的一个种。